# Eburodacrys seminigra
Eburodacrys seminigra là một loài bọ cánh cứng trong họ Cerambycidae.